# 何長工
何長工（かちょうこう、1901年1月27日-1987年12月29日）、本名は何坤で、湖南省華容県の出身。中国人民解放軍の上級将軍（上将）、第五期全国政治協商会議副主席。
若くして留仏勤工倹学運動に参加し留仏苦学生となってフランスに留学した。1922年にフランスで中国共産党に加入。帰国後の1927年に秋收蜂起に参加し、紅八軍軍長、粤赣軍区司令員、紅九軍団政治委員を務めた後、長征に参加。抗日戦争の時期には抗日軍政大学副学長を務めた。抗日戦争の勝利後は東北地区に赴き、軍事工業を創設した。中華人民共和国成立後、中央人民政府重工業部部長代理、地質部副部長兼党グループ書記に就任。文化大革命の時期には迫害を受けたが、その後、中国人民解放軍軍政大学副学長、軍事学院副院長、第五期全国政治協商会議副主席を務めた。

## 生涯

### 早期の活動
1901年1月27日（光緒26年12月8日:1）、湖南省華容県大乗郷大山村生まれ。1918年、中学卒業後に北京の長辛店に赴き、勤工助学:14に参加した。1919年、五四運動に参加し、年末に留仏勤工倹学運動生としてフランスに留学。1922年にフランスで中国共産党に加入した。翌年、ベルギーに出稼ぎに行った。1924年に中国に帰国してまず長沙に着いて、中国共産党湘南地区委員会書記の毛沢東に会い、彼の提案を聞いて華容県に帰って中国共産党の組織を創立する。
後に県新華中学校校長、県農民自衛軍総指揮、中共南華地委常務委員兼軍事部部長を歴任した。1927年5月21日、長沙馬日事変後、指名手配され武漢に退避した。毛沢東の提案で何長工と改名。その後、国民革命軍第2方面軍総指揮部警護団に入り党代表に就任した。

### 秋収蜂起、井崗山、長征
1927年9月、毛沢東が発動した秋收蜂起に部隊を率いて参加。その後、毛沢東の命を受けて韶関に朱徳部隊を探しに行った。後に毛沢東に派遣されて井崗山の地元の武装勢力であった王佐、袁文才と談判し、蜂起部隊が井崗山に上ることに成功し、袁と王の武装部隊を紅軍に改編する工作を担当した。1928年4月、朱徳が率いる部隊が井岡山に到着し、毛沢東と合流して紅四軍を結成し、何長工は32団の党代表に就任した。1929年1月、紅四軍は江西省の南部に向けて進軍し、何長工は赤衛軍を率いて井崗山で遊撃戦を展開しゲリラ戦を堅持した。その後、彭徳懐が率いる部隊が井岡山に戻り、紅五軍第五縦隊の党代表に就任し、鄂東南根拠地の開拓に参加した。
1930年、上海に赴き、中華ソビエト紅軍代表大会に参加した。5月に紅八軍軍長になり、紅一方面軍の前敵委員会に入り、部隊を率いて長沙を攻撃した。1932年3月、紅五軍団紅13軍政治委員に就任し、寧都暴動部隊の改編を担当した。その後、部隊を東進させ、漳州戦に参加した。1933年10月、抗日軍政大学学長兼政治委員に就任した。1934年1月、中華ソビエト共和国中央執行委員に選出された。同年2月、粤赣軍区司令員兼政治委員となり、第五次後反包囲討伐戦争を戦う。
1934年9月、中国労農紅軍が長征に向かう前夜、密使として、同潘漢年同広東省の軍閥である陳济棠と談判し、お互いに侵犯しない協定を結んだ。これによって紅軍の損害を減少することができた。遵義会議の後に、紅九軍団政治委員に任命される。
3月27日、羅炳輝が率いる紅九軍団と主力部隊を離れて追撃を牽制するための陽動を命じられ、戦略的目的を達成した後、独立して貴州省、四川省と雲南辺境地区で52日間1,000キロ以上の距離を行軍し、最後に四川省西昌付近で紅軍主力部隊と再び合流した。同年9月、紅軍は分裂し、何長工は紅四方面軍とともに南下した。張国燾が党中央を名乗った後、何長工は毛沢東への攻撃に参加し、張国燾に「政治局候補委員」「組織部部長」に任じられた。その後、甘粛省ソビエト政府の議長を務めた。1937年1月、抗日軍政大学に入学した。

### 抗日戦争と第二次国共内戦の時期
抗日戦争勃発後、両延（延長、延川）河防司令員兼政治委員となる。1939年、中国人民抗日軍政大学（抗大）第一分校校長となり、三千人の部隊を率いて黄河を東へ渡り、晋南東の敵後に向かって学校を運営した。その後、抗日軍政大学教育長に転任。1943年、陝北に戻り、抗日軍政大学の副学長を務め、軍事幹部を重点的に育成し、整風と大生産運動を行った。1944年7月、徐前突校長が重病にかかったため、何長工は本校の仕事を主宰し始めた。
1945年10月、何長工は抗大総学校を率いて東北に赴き、前後して東北軍政大学と4つの分校を設立し、東北軍政大学の学長代理を務めた。やがて、通化軍区司令官を兼任した。同時に、航空、工兵、戦車、医科などの学校を相次いで設立した。1947年から東北軍区軍工部部長を務め、満州里に赴き日本軍の装備を接収するよう命じられ、軍事工業を創設し、開発と生産を組織した。

### 中華人民共和国成立後
中華人民共和国成立後、中央人民政府重工業部副部長、部長代理となる。1951年7月、航空工業局局長を兼務。1952年以降、長期にわたり地質部副部長、中共党組書記を務めた。何長工は地質探査装備と地質機械器具の生産を重視し、1954年、張家口探鉱機械工場を建設した。その後、地質部は前後して衡陽、上海、北京、天津、重慶などの5つの探鉱機械工場と北京、上海、重慶などの3つの地質機器工場と無錫掘削工具工場を設立した。1956年、彼はまた成都地質学院の設立を指導した。文化大革命の際、迫害を受けた。
1975年に仕事に復帰した後、中国人民解放軍軍政大学の副学長、1977年12月、解放軍軍事学院の副院長に就任。1980年9月、第五期全国政治協商会議副主席に当選。1982年9月、中国共産党中央顧問委員会常務委員に選出された。
1987年12月29日、北京で死去、87歲であった。

## 家族
- 最初の妻と子供たち：妻の孟淑亚と2人の息子の何光球、何光星は皆、蒋介石の中華民国政府によって殺害された。
- 二番目の妻と子供たち：尹清平（1916年 -1986年7月14日）；四川省広元市旺蒼県黄洋鎮の貧しい家庭に生まれ、何長工（何坤）とは紅軍隊列の中で知り合い結婚し、三男三女（何光曄、何光暐、何光瑨、何婧、何妍、何栄）を育てた。
- 長男：何光曄：現在アジア太平洋観光連合会会長、イタリアのソシエダクルーズ社中国連絡所総裁、世界観光イメージ大使総決選国際組織委員会主席を務めている[21]。
- 二子：何光暐（1944年4月-）は国家観光局局長、中共党組書記を務めた。
  - 孫の何剛[22]、映画投資家。
  - 孫嫁高露[23]、故宮に車で入ったことで物議をかもした。
- 娘：何光瑨：社会活動家
  - 外孫：汪龍：映画監督、中国中央電視台第4部「中国を歩く」コーナー、「北京南駅」のディレクター[24]。

## 著書・回想録
- 『秋収起義』人民出版社、1979年。
- 『革命回憶録 1』人民出版社、1980年、1-12頁。